# Olympische Sommerspiele 1984/Teilnehmer (Singapur)
| Gelbes Symbol für Goldmedaillen mit stilisierten Olympischen Ringen | Graues Symbol für Silbermedaillen mit stilisierten Olympischen Ringen | Braundes Symbol für Bronzemedaillen mit stilisierten Olympischen Ringen |
| ------------------------------------------------------------------- | --------------------------------------------------------------------- | ----------------------------------------------------------------------- |
| —                                                                   | —                                                                     | —                                                                       |

Singapur nahm an den Olympischen Sommerspielen 1984 in Los Angeles, USA, mit einer Delegation von fünf Sportlern (allesamt Männer) teil.

## Teilnehmer nach Sportarten

### Schwimmen
- Ang Peng Siong
100 Meter Freistil: 9. Platz
4 × 100 Meter Freistil: 17. Platz
100 Meter Schmetterling: 28. Platz
4 × 100 Meter Lagen: 16. Platz

- Oon Jin Gee
100 Meter Freistil: 42. Platz
4 × 100 Meter Freistil: 17. Platz
4 × 100 Meter Lagen: 16. Platz

- Oon Jin Teik
4 × 100 Meter Freistil: 17. Platz
100 Meter Brust: 42. Platz
4 × 100 Meter Lagen: 16. Platz

- David Lim
4 × 100 Meter Freistil: 17. Platz
100 Meter Rücken: 29. Platz
4 × 100 Meter Lagen: 16. Platz

### Segeln
- Kelly Chan
Windsurfen: 26. Platz